# Дебин
Де́бин — посёлок городского типа на левом берегу Колымы в Ягоднинском городском округе Магаданской области. В 4 км выше по течению Колымы расположена одноимённая река.
Дебин находится на трассе Магадан — Усть-Нера (Колымский тракт). В 40 км (30 км по прямой) выше по течению Колымы расположена Колымская ГЭС и посёлок Синегорье.

## История
Посёлок построен рядом с Колымской трассой, недалеко от её пересечения с рекой. На берегах реки с 1935 года располагались дома и хозяйственные помещения строителей трассы, Колымского моста и работников паромной переправы (и вольнонаёмных, и заключённых). Вскоре через реку был построен мост, в связи с чем приказом по Дальстрою от 28 июня 1937 года посёлок получил современное название, что в переводе с якут. дьэбин — «багровый», «коричнево-красный», «цвет ржавчины». Он стал одним из важнейших населённых пунктов центральной Колымы.
С 1937 по 1946 год в Дебине был дислоцирован 22-й Колымский стрелковый полк войск НКВД. На территории военного городка Колымполка были построены огромное трёхэтажное здание казармы (самое большое здание на Колыме до начала 1960-х годов), гараж, дома для семей начсостава, котельная, подсобное хозяйство и другие сооружения, ставшие основой инфраструктуры посёлка (статус рабочего посёлка Дебин получил в 1953 году после образования Магаданской области).
В 1946 году в Дебин была переведена Центральная больница управления Северо-Восточных исправительно-трудовых лагерей (УСВИТЛ). Больница размещалась в здании бывшей казармы Колымского полка. В литературе и в воспоминаниях тех лет она известна как Центральная больница «Левый берег». В Дебинской больнице лечился, а впоследствии и работал фельдшером знаменитый писатель Варлам Шаламов — автор «Колымских рассказов». Больница работает и в настоящее время. В 1950—1960 годах на базе больницы существовало медицинское училище, где обучались студенты из Магаданской области, Якутии, Чукотки.

## Население
| 1959 | 1970  | 1979  | 1989  | 1994  | 2002 | 2009 |
| ---- | ----- | ----- | ----- | ----- | ---- | ---- |
| 4759 | ↘2037 | ↗2921 | ↘2387 | ↘2200 | ↘921 | ↘679 |
| 2010 | 2011  | 2012  | 2013  | 2014  | 2015 | 2016 |
| ↗721 | ↘716  | ↗727  | ↘723  | ↘698  | ↘682 | ↘663 |
| 2017 | 2018  | 2019  | 2020  | 2021  | 2023 | 2024 |
| ↘654 | ↘609  | ↘594  | ↘526  | ↘460  | ↘452 | ↘447 |